# Функционални простор
Функционални или функцијски простор је тополошки простор у коме су елементи скупа представљени функцијама.
Функционални простор је, дакле, одређен уређеним паром (X, {\displaystyle \tau }), где је X скуп неких функција, а {\displaystyle \tau } је подскуп партитивног скупа од X.